# Christoph Kühn (Politiker)
Christoph Kühn (* 5. März 1964 in Aschbach (Lebach)) ist ein deutscher Politiker (FDP/DPS) und ehemaliges Mitglied des Saarländischen Landtages.

## Leben
Kühn schloss 1984 eine Ausbildung zum Koch ab, 1990 zum staatlich geprüften Lebensmitteltechniker. 1994 schloss er die Verwaltungs- und Wirtschaftsakademie als Betriebswirt (VWA) ab. 
2003 trat Kühn in die FDP ein. Von 2008 bis 2012 stand er dem FDP-Kreisverband Saarlouis vor.
Von September 2009 bis April 2012 war Kühn Mitglied im Landtag des Saarlandes und Parlamentarischer Geschäftsführer der FDP-Fraktion.
Bei der Landtagswahl 2009 zog Kühn erstmals über die Liste im Wahlkreis Saarlouis in den Saarländischen Landtag ein. Kühn war wirtschafts- sozial- und europapolitischer Sprecher und Mitglied im Interparlamentarierrat. Aufgrund einer möglicherweise ohne rechtliche Grundlage bezogenen Fahrtkostenpauschale ermittelte seit Ende 2011 die Staatsanwaltschaft gegen ihn. Aus diesem Grund trat er am 29. Dezember 2011 von der Kandidatur für das Amt des Fraktionschefs zurück.
Mit der vorgezogenen Landtagswahl 2012 schied er aus dem Landtag aus. 
Das Verwaltungsgericht des Saarlandes entschied in seinem Urteil vom 28. Oktober 2013 zu Gunsten von Kühn. Der Landtag wurde verurteilt, die Fahrtkostenpauschale, die Kühn wegen der Vorwürfe damals an den Landtag zahlte, wieder an ihn zurückzuzahlen. Die Staatsanwaltschaft Saarbrücken stellte das Ermittlungsverfahren wegen Verdacht des Betruges ein.
Im Februar 2015 wurde jedoch das Urteil des Verwaltungsgerichtes durch das Oberverwaltungsgericht des Saarlandes aufgehoben, welches die Auffassung der Landtagsverwaltung, Kühn habe die Fahrtkostenpauschale zu Unrecht bezogen, bestätigte.
Kühn trat 2015 aus der FDP aus.
Seit April 2022 ist Kühn wieder Mitglied der FDP im Stadtverband Dillingen/Saar.